# 石見茂夫
石見 茂夫（いしみ しげお、1949年7月27日－）は、登録ランドスケープアーキテクト、フィンランド健康福祉センター東京事務所代表。

## 人物
日本大学農獣医学部林学科出身。ランドスケープアーキテクトとして各種の設計業務、沙漠での農業開発計画の企画業務を担当。
フィンランド共和国のプロジェクトフィンランド健康福祉センタープロジェクトにおいて、フィンランド健康福祉センターの東京事務所代表に就任。
特定非営利活動法人いちへいべ自然農園の会事務局長。

## 業績
ランドスケープアーキテクトとしての主な業務に造園設計都市・地域計画、レクリエーション計画、砂漠緑化、農業開発のマスタープラン作成がある。
フィンランド健康福祉センタープロジェクト（FWBCプロジェクト）では、フィンランド健康福祉センター東京事務所代表として、第二、第三のプロジェクト（阿賀野FWBCプロジェクト、西条FWBCプロジェクト）において、フィンランド貿易局・フィンランド大使館商務部（担当；木村正裕上席商務官）をサポートし、プロジェクトをコーディネートしている。

## NPO活動
2001年からNPO法人いちへいべ自然農園の会（会長・堀口健治早稲田大学副総長）の理事に就任、2004年から事務局長。
早稲田大学エクステンションセンター講座「ベランダで始める有機農業とガーデニング」オムニバス講座全20回を担当 。

## 趣味
オーディオ、また自動車（アルピナB10所持）、ガレージ、盆栽など。